# Списак ликова серије Убице мог оца

Убице мог оца је српска телевизијска серија. Почела је с емитовањем 23. октобра 2016. године.

## Главне улоге
| Лик                   | Положај | Глумац               | Сезоне   | Сезоне   | Сезоне | Сезоне | Сезоне | Сезоне | Сезоне |
| Лик                   | Положај | Глумац               | 1        | 2        | 3      | 4      | 5      | 6      | 7      |
| --------------------- | --- | -------------------- | -------- | -------- | ------ | ------ | ------ | ------ | ------ |
| Александар Јаковљевић | инспектор (сезоне 1−4, 7) начелник наркотика (сезоне 5−6)                                                              | Вук Костић           | Главна   | Главна   | Главна | Главна | Главна | Главна | Главна |
| Предраг Марјановић    | начелник (сезоне 1−2) директор полиције (сезоне 3−5) министар полиције (сезона 6)                                      | Тихомир Станић       | Главна   | Главна   | Главна | Главна | Главна | Главна | П      |
| Мирко Павловић        | инспектор (сезоне 1−5) начелник крвних деликата (сезоне 6− )                                                           | Марко Јанкетић       | Главна   | Главна   | Главна | Главна | Главна | Главна | Главна |
| Јелена Филиповић      | форензичарка | Нина Јанковић Дичић  | Главна   | Главна   | Главна | Главна | Главна | Главна | Главна |
| Марија Раденковић     | јавна тужитељка | Катарина Радивојевић | Главна   | Главна   |        |        |        |        |        |
| Оља Јаковљевић        | Александрова мајка | Елизабета Ђоревска   | Главна   | Главна   | Главна | П      |        |        |        |
| Сава                  | шеф форензике | Славко Штимац        | Главна   | Главна   | Главна | Главна | Главна | Главна | Главна |
| Зоран Јанкетић        | инспектор (сезоне 1−2) начелник крвних деликата (сезоне 3−5) директор полиције (сезона 6) министар полиције (сезона 7) | Миодраг Радоњић      | П        | Главна   | Главна | Главна | Главна | Главна | Главна |
| Мишко                 | јавни тужилац | Славиша Чуровић      | Повратна | Повратна | Главна | Главна | Главна | Главна | Главна |
| Горан Драгојевић      | инспектор (сезоне 3−6) начелник наркотика (сезона 7)                                                                   | Марко Васиљевић      |          |          | П      | Главна | Главна | Главна | Главна |
| Звездан               | директор полиције | Радивоје Буквић      |          |          |        |        |        |        | Г      |

## Епизодне улоге
Полицијски службеници
| Мирјана Карановић          | Загорка Обрадовић, директорка, а затим и министарка полиције. У 6. сезони смењена са места министарке |         |
| Предраг Бјелац             | Никола Ковачевић, некадашњи министар полиције | 1−5     |
| Ивана Дудић                | Миланка Драговић, службеница полиције, а касније инспекторка | 1−4, 6− |
| Тамара Крцуновић           | Иванка Арсић, службеница полиције | 1       |
| Растко Јанковић            | Иван, службеник полиције | 1−5     |
| Милан Чучиловић            | службеник полиције |         |
| Младен Девић               | стражар у полицији | 1       |
| Стојан Ђорђевић            | затворски чувар | 1       |
| Младен Кнежевић            | службеник полиције | 1       |
| Стефан Радоњић             | Игор, портпарол полиције | 1−4     |
| Иван Заблаћански           | инспектор Влада |         |
| Драган Гутовић             | Гута, возач Николе Ковачевића. Касније се испоставило да је полицајац на тајном задаку и да одговара непосредно Марјановићу. Убијен по Николином наређењу јер је Никола открио да је он Марјановићев човек. | 1−5     |
| Урош Крстовић              | специјалац 2 |         |
| Аница Добра                | Радмила "Рада" Антонијевић, форензичарка | 2−      |
| Марко Гверо                | Витко Белић, полицијски службеник. У 7. сезони унапређен у инспектора | 2−      |
| Милица Јанкетић            | Сара, портпаролка полиције | 2−      |
| Татјана Кецман             | Бранка, инспекторка у пензији | 2, 5    |
| Сергеј Трифуновић          | Ранко, полиграфиста | 2       |
| Ђорђе Ерчевић              | Лазар, полицијски службеник | 2       |
| Милош Петровић             | Ненад, полицијски службеник | 2 и 5   |
| Предраг Милетић            | Лежајић, инспектор у пензији | 2       |
| Александар Стојковић Пикси | Стојан, инспектор Републике Српске | 2       |
| Љубомир Бандовић           | Богдан, начелник Одељења за наркотике | 3       |
| Милан Богојевић            | специјалац Јовица | 3−4     |
| Слобода Мићаловић          | Дуња Дедовић, начелница Одељења за сексуалне деликте | 4−      |
| Петар Божовић              | Жеравица, инспектор у пензији | 5−      |

Службеници тужилаштва и суда
| Даница Радуловић | судија у случају убиства Милице Деспотовић | 2−3 |
| Исидора Грађанин | Тања                                       | 3−  |
| Вељко Стевановић | представник суда                           | 3   |

Браниоци
| Гордан Кичић        | Милош Рончевић, адвокат                                 | 1    |
| Андрија Милошевић   | Милош Рончевић, адвокат                                 | 2−4  |
| Бранко Ђурић        | Љубинковић, заступник Јована Деспотовића                | 1    |
| Урош Јовчић         | Добрило Животијевић, заступник Наталије Деспотовић      | 2−3  |
| Радослав Миленковић | Јевтић, заступник Барона                                | 2    |
| Бојана Стефановић   | Ана Марић, заступник Бибе                               | 2    |
| Иван Томић          | Вујанић, Филијев заступник                              | 2    |
| Милош Анђелковић    | Марић, адвокат                                          | 2    |
| Наташа Балог        | заступница Илић                                         | 3, 5 |
| Јелена Гавриловић   | Христина Пајовић, заступник Јована Деспотовића          | 3    |
| Небојша Вранић      | заступник доктора и госпође Филиповић                   | 3    |
| Недељко Бајић       | Тасић, заступник доктора Мушицког                       | 3    |
| Борис Комненић      | Мајкић, заступник Јакова Јованића                       | 4    |
| Горан Шушљик        | Драгош, заступник Никола Ковачевића. Некад радио у ДБ-у | 5−   |
| Данијела Врањеш     | неименована заступница                                  | 5    |
| Франо Ласић         | заступник Жегарац                                       | 5    |
| Миодраг Крчмарик    | заступник Милић                                         | 5    |

Представници штампе
| Иван Ђорђевић   | Веселин "Веса" Бајовић, новинар „Доушника“ |     |
| Радоје Чупић    | уредник „Доушника“                         | 1−4 |
| Јована Стевић   | Даница, новинар                            |     |
| Љубомир Раданов | новинар                                    | 2   |
| Дафина Достанић | Дафина, новинарка                          | 3−  |

Злочинци
| Уликс Фехмиу        | Живојин Жика Савић                                                                            | 1−3    |
| Ненад Окановић      | Петар Копчалић Пера, познати лопов и Александров и Мирков доушник                             | 1−2, 4 |
| Славко Лабовић      | Срђан Журић Срле                                                                              | 1      |
| Драган Марјановић   | Немања Журић, Срлетов брат                                                                    | 1−2    |
| Андреа Ржаничанин   | Лидија, најбоља другарица Милице Деспотовић                                                   | 1      |
| Андрија Кузмановић  | Бата, Срлетов телохранитељ                                                                    | 1      |
| Исидора Симијоновић | Ружица Дамјановић Ружа, Немањина десна рука                                                   | 2−3    |
| Тихомир Арсић       | Младен Баровић Барон, фудбалски менаџер који ради за подземље                                 | 2      |
| Бранислав Томашевић | Миодраг "Миша" Зворник, озлоглашени вођа навијача и дилер. У 6. сезони откривено да је убијен | 2−5    |
| Марко Тодоровић     | Љубо Никчевић, члан црногорског клана под Ромчевићевим вођством                               | 2−3    |
| Вук Јовановић       | Милика Лекић, члан црногорског клана под Рончевићевим вођством                                | 3      |
| Божидар Зубер       | Лујо Батричевић, члан црногорског клана под Ромчевићевим вођством                             | 3      |
| Висар Вишка         | Најдени, албански нарко-бос                                                                   | 4      |
| Павле Јеринић       | Бађо, телохранитељ Мише Зворника                                                              | 4−     |
| Бранимир Поповић    | Рамадан                                                                                       | 5−6    |
| Никола Ристановски  | Арбен Цурнај                                                                                  | 6      |
| Иван Јевтовић       | Гаши                                                                                          | 6      |

Значајни у истрагама
| Небојша Глоговац       | Јован Деспотовић, Миличин отац и власник "Ситиленда"          | 1−2      |
| Борис Пинговић         | Јован Деспотовић, Миличин отац и власник "Ситиленда"          | 3−4      |
| Наташа Нинковић        | Наталија Шавтовић Деспотовић, Миличина мајка                  | 1−4      |
| Јелисавета Орашанин    | Тијана Поповић, маћеха Милице Деспотовић                      | 1−3, 5   |
| Драган Мићановић       | Коста Томић, кум Јована Деспотовића и ортак у "Ситиленду"     | 1        |
| Александар Филимоновић | Дејан Митровић, пасторак Николе Ковачевића                    | 1        |
| Александар Ђурица      | Страхиња Бојић, колега Косте Томића                           | 1        |
| Ања Алач               | Теодора, Лидијина сестра                                      | 1        |
| Марта Ћеровић          | Весна Томић, Костина супруга                                  | 1−2      |
| Ђорђе Живадиновић      | Петар Ковачевић Пеца, син Николе Ковачевића                   | 1−2      |
| Милена Васић           | Биљана Мргуд Биба, певачица и Лунетова другарица              | 1−2, 4−5 |
| Јована Балашевић       | Ивана Попадић, Лунетова супруга                               | 2        |
| Иван Зарић             | Фили, Лунетов менџер                                          | 2        |
| Миодраг Драгичевић     | Огњен Зорановић Киза, навијач и Банетов друг                  | 2        |
| Татјана Венчеловски    | Кизина мајка                                                  | 2        |
| Сања Микитишин         | Гордана Димитријевић, супруга др. Димитријевића               | 3        |
| Никола Булатовић       | др. Костић, шурак др. Димитријевића                           | 3        |
| Јелена Ћуривија Ђурица | Маја Лек, пацијенткиња др. Димитријевића                      | 3        |
| Бојан Жировић          | Сретен Лек, Мајин супруг                                      | 3        |
| Маша Ђорђевић          | Невенка, болничарка др. Филиповића                            | 3        |
| Ангела Костић          | Тина, дадиља деце др. Филиповића                              | 3        |
| Борка Томовић          | Виолета Ороз, љубавница др. Филиповића                        | 3        |
| Софија Милошевић       | Данка, Дућина девојка која га је преварила са др. Филиповићем | 3        |
| Александра Пријовић    | Мила, девојка Мише Зворника                                   | 4        |
| Бранка Катић           | Ива, чланица секте                                            | 5        |
| Сара Симовић           | Дајана Николић, средњошколка                                  | 5        |
| Ђорђе Мишина           | Вукша Милојковић, средњошколац                                | 5        |
| Младен Леро            | Филип, средњошколац                                           | 5        |

Побијени
- Марина Ћосић као Милица Деспотовић, ћерка Јована Деспотовића. Убијена у 1. сезони. (сезона 1)
- Драган Маринковић Маца као Милован Попадић Луне, познати певач. Убијен на крају 1. сезоне (сезона 1)
- Денис Мурић као Бранислав Катић Бане, навијач. Убијен током 2. сезоне. (сезона 2)
- Вања Ненадић као плаћеница Мише Зворника. Убијена током 2. сезоне. (сезона 2)
- Жељко Еркић као Благоје Ороз, Виолетин супруг. Убила га супруга у самоодбрани у претпоследњој епизоде 3. сезоне. (сезона 3)
- Вукашин Ранђеловић као Дућа, Жикин момак. Убијен у претпоследњој епизоди 3. сезоне јер је потегао пиштољ на Горана. (сезона 3)
- Срна Ђенадић као Ања Савић (сезона 4)
- Андреј Јемцов као Андреј, Милетов ванбрачни син и Александров полубрат. Убијен пошто је открио чиме се све Ива бави. (сезона 5)

Породица и пријатељи
- Нада Блам као Мица, Ољина и Александрова комшиница.
- Милена Предић као Славица Копчалић, Перина супруга. (сезона 1)
- Синиша Максимовић као Радојко Катић, Банетов отац. (сезона 2)
- Ивана Николић као Драгана Павловић, Миркова супруга (сезоне 2− )
- Барбара Брадач као Јана Павловић, Миркова ћерка (сезоне 2− )
- Јован Бацковић као Огњен Павловић Оги, Мирков син (сезоне 2− )
- Наталија Влаховић Чуљковић као Љубица Филиповић, Јеленина мајка. (сезоне 2−3, 6)
- Радош Бајић као Мирков таст (сезона 3)
- Анета Томашевић као Миркова ташта (сезона 3)
- Војислав Брајовић као Вукашин Обрадовић, Обрадовићкин супруг (сезона 4)
- Младен Совиљ као Михајло Обрадовића, Обрадовићкин син (сезона 4)
- Зоран Ћосић као Владан Савић, Ањин отац (сезона 4)
- Милена Ђорђевић као Слађана Савић, Ањина мајка (сезона 4)
- Маја Шаренац као Достана Рончевић, Рончевићева сестра (сезона 4)
- Владан Гајовић као Миле Јаковљевић, Александров покојни отац (сезона 5)
- Зоран Цвијановић као Мане Николић, Дајанин отац (сезона 5)
- Тања Пјевац као Вања Николић, Дајанина мајка (сезона 5)
- Коста Јањић као Александар Јаковљевић мл. Александров син (сезона 7)
- Андрија Прстић као Миодраг Дедовић, Дуњин син (сезона 7)

Остали
- Дејан Дедић као Јанко (сезоне 1 и 5)
- Ташана Ђорђевић као Газдарица (сезона 1)
- Игор Филиповић као Станић (сезона 1)
- Никола Глишић као Радош (сезона 1)
- Владимир Јоцовић као Муж власнице фризерског салона (сезона 1)
- Немања Јокић као Конобар (сезона 1)
- Александар Лазић као Газда мотела (сезона 1)
- Ђорђе Марковић као Обезбеђење (сезона 1)
- Никола Марковић као Чувар гробља (сезона 1)
- Драгиња Милеуснић као Медицинска сестра
- Срђан Пантелић као Маскирани (сезона 1)
- Марко Павловић као Конобар Жаре
- Милена Павловић као Савка (сезона 1)
- Александра Пејић као Купац (сезона 1)
- Дејан Петошевић као Портир (сезона 1)
- Јована Плескоњић као Салонска радница (сезона 1)
- Вахидин Прелић као Лекар
- Јелена Раденовић као Чистачица (сезона 1)
- Даша Радмановић као Копирка (сезона 1)
- Марија Ратковић Видаковић као Чистачица (сезона 1)
- Андреј Срећковић као Сани (сезона 1)
- Михаило Јанкетић као Пецарош (сезона 2)
- Мина Совтић као Данијела (сезона 2 и 6)
- Иван Вучковић као Власник клуба (сезоне 2−4)
- Јелена Глизијан као Сестра 2 (сезона 3)
- Драган Николић као Жикин момак (сезона 3)